# The Call of the East (film fra 1922)
The Call of the East er en britisk stumfilm fra 1922 af Bert Wynne.

## Medvirkende
- Warwick Ward som Arthur Burleigh
- Doris Eaton som Mrs. Burleigh
- Walter Tennyson som Jack Verity
- Dorinea Shirley
- Francis Innys